# Ruská ženská volejbalová reprezentace
Ruská volejbalová reprezentace žen reprezentuje Rusko na mezinárodních volejbalových akcích, jako je mistrovství světa nebo mistrovství Evropy.

## Mistrovství světa
| Rok/pořádající země        | Účast                           |
| -------------------------- | ------------------------------- |
| MS 1994 Brazílie           | Bronzová medaile                |
| MS 1998 Japonsko           | Bronzová medaile                |
| MS 2002 Německo            | Bronzová medaile                |
| MS 2006 Japonsko           | Zlatá medaile                   |
| MS 2010 Japonsko           | Zlatá medaile                   |
| MS 2014 Itálie             | 5. místo                        |
| MS 2018 Japonsko           | 8. místo                        |
| MS 2022 Nizozemsko, Polsko | Bez účasti                      |
| Celkem                     | Účast – 7× · – 2× · – 0× · – 3× |

## Mistrovství Evropy
| Rok/pořádající země                             | Účast              |
| ----------------------------------------------- | ------------------ |
| ME 1993 Česko                                   | Zlatá medaile      |
| ME 1995 Nizozemsko                              | Bronzová medaile   |
| ME 1997 Česko                                   | Zlatá medaile      |
| ME 1999 Itálie                                  | Zlatá medaile      |
| ME 2001 Bulharsko                               | Zlatá medaile      |
| ME 2003 Turecko                                 | 5. místo           |
| ME 2005 Chorvatsko                              | Bronzová medaile   |
| ME 2007 Belgie / Lucembursko                    | Bronzová medaile   |
| ME 2009 Polsko                                  | 6. místo           |
| ME 2011 Itálie / Srbsko                         | 6. místo           |
| ME 2013 Německo / Švýcarsko                     | Zlatá medaile      |
| ME 2015 Belgie / Nizozemsko                     | Zlatá medaile      |
| ME 2017 Ázerbájdžán / Gruzie                    | 6. místo           |
| ME 2019 Slovensko / Maďarsko / Polsko / Turecko | 7. místo           |
| ME 2021 Srbsko / Řecko / Bulharsko / Rumunsko   | 6. místo           |
| ME 2023 Belgie / Estonsko / Německo / Itálie    | Bez účasti         |
| Celkem                                          | – 6× · – 0× · – 3× |

## Olympijské hry
| Rok/pořádající země     | Účast                           |
| ----------------------- | ------------------------------- |
| LOH 1992 Barcelona      | Stříbrná medaile                |
| LOH 1996 Atlanta        | 4. místo                        |
| LOH 2000 Sydney         | Stříbrná medaile                |
| LOH 2004 Athény         | Stříbrná medaile                |
| LOH 2008 Peking         | 5. místo                        |
| LOH 2012 Londýn         | 5. místo                        |
| LOH 2016 Rio de Janeiro | 6. místo                        |
| LOH 2020 Tokio          | 7. místo                        |
| Celkem                  | Účast – 8× · – 0× · – 3× · – 0× |